# Alan J. Pakula

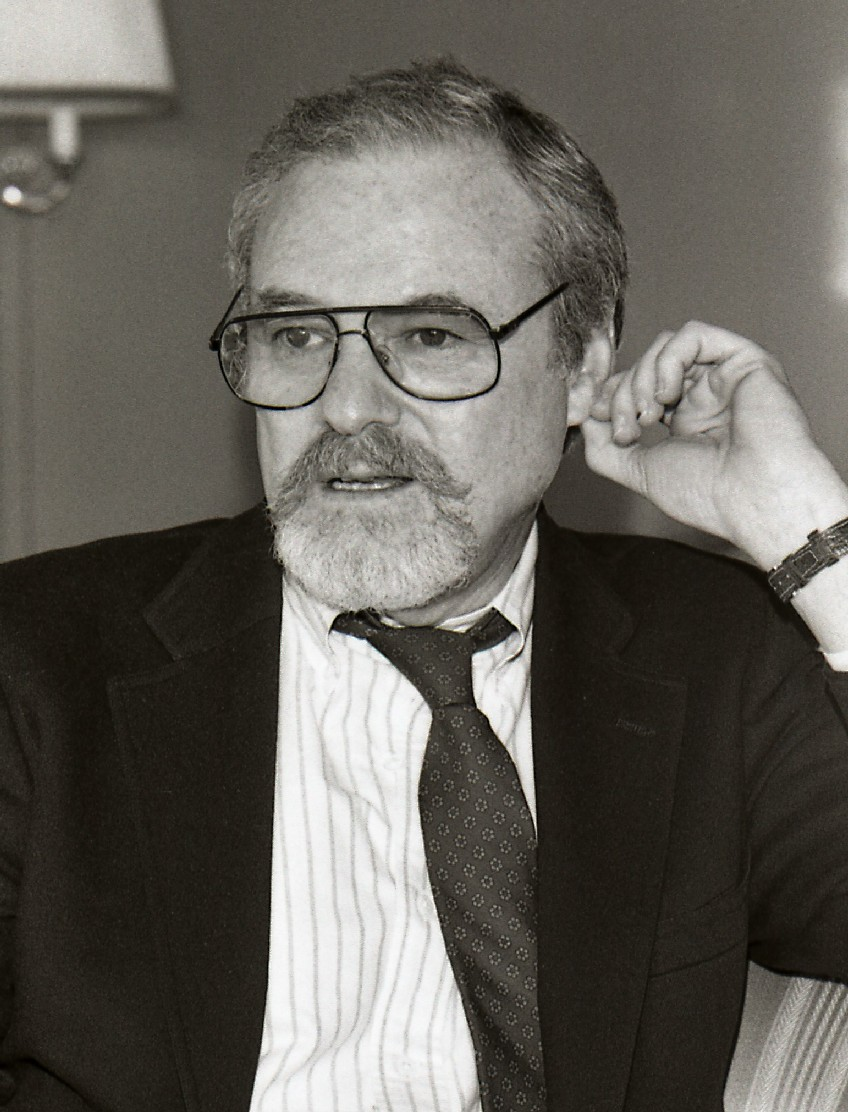
Alan J. Pakula im Oktober 1990

Alan Jay Pakula (* 7. April 1928 in New York; † 19. November 1998 bei Huntington auf Long Island, New York) war ein US-amerikanischer Regisseur, Filmproduzent und Drehbuchautor.

## Leben und Leistungen
Der Sohn polnisch-jüdischer Einwanderer, die eine Druckerei betrieben, studierte an der Yale University. 
1957 übernahm er für Paramount Pictures zum ersten Mal die Produktion eines Films: Die Nacht kennt keine Schatten, eine Sportlerbiografie über den bipolaren Baseballer Jimmy Piersall mit Anthony Perkins in der Hauptrolle. Dieser Film bildete zugleich seine erste Zusammenarbeit mit dem Regisseur Robert Mulligan, mit dem er in den folgenden Jahren eine künstlerische Partnerschaft aufbaute. 1962 gründeten sie die „Pakula-Mulligan Productions“, deren erste Produktion, die Literaturverfilmung Wer die Nachtigall stört (1962) mit Gregory Peck, gleich zu einem Welterfolg wurde. Als Produzent von Wer die Nachtigall stört (1962) war Pakula 1963 für den Oscar nominiert.
Nach dem Ende seiner Zusammenarbeit mit Mulligan begann Paluka, ab dem Film Pookie von 1969 auch selbst die Regie zu führen – häufig, aber nicht immer bei Filmen, die er zugleich auch produzierte. Für seine Regiearbeit bei dem Film Die Unbestechlichen (1976, mit Dustin Hoffman und Robert Redford) war er 1977 erneut für einen Oscar sowie für einen Golden Globe, einen BAFTA Award und den Directors Guild of America Award nominiert. 1976 erhielt er den Preis für die beste Regie des National Board of Review und 1977 den gleichen Preis vom New York Film Critics Circle.
Beim Filmdrama Sophies Entscheidung (1982) mit Meryl Streep und Kevin Kline war Pakula nicht nur Regisseur, sondern auch Produzent und Drehbuchautor. Für das Drehbuch war er 1983 für einen weiteren Oscar und für den Writers Guild of America Award nominiert. Außerdem drehte er mit weiteren renommierten Schauspielern die Thriller Aus Mangel an Beweisen (1990, mit Harrison Ford und Brian Dennehy), Die Akte (1993, mit Julia Roberts und Denzel Washington) und Vertrauter Feind (1997, mit Harrison Ford und Brad Pitt).
Alan Pakula war von 1963 bis 1971 mit der Schauspielerin Hope Lange verheiratet. 1973 ging er mit Hannah Cohn Boorstin seine zweite Ehe ein. Er starb im November 1998 mit 70 Jahren bei einem Autounfall auf dem Long Island Express Highway.

## Filmografie (Auswahl)

### Als Regisseur
- 1969: Pookie (The Sterile Cuckoo)
- 1971: Klute
- 1973: Liebe, Schmerz und das ganze verdammte Zeug (Love and Pain and the Whole Damn Thing)
- 1974: Zeuge einer Verschwörung (The Parallax View)
- 1976: Die Unbestechlichen (All the President’s Men)
- 1978: Eine Farm in Montana (Comes a Horseman)
- 1979: Auf ein Neues (Starting Over)
- 1981: Das Rollover-Komplott (Rollover)
- 1982: Sophies Entscheidung (Sophie’s Choice)
- 1986: Dream Lover
- 1987: Kellerkinder – Orphans (Orphans)
- 1989: Zweites Glück (See You in the Morning)
- 1990: Aus Mangel an Beweisen (Presumed Innocent)
- 1992: Gewagtes Spiel (Consenting Adults)
- 1993: Die Akte (The Pelican Brief)
- 1997: Vertrauter Feind (The Devil’s Own)

### Als Produzent
- 1957: Die Nacht kennt keine Schatten (Fear Strikes Out)
- 1962: Wer die Nachtigall stört (To Kill a Mockingbird)
- 1963: Verliebt in einen Fremden (Love with the Proper Stranger)
- 1965: Verdammte, süße Welt (Inside Daisy Clover)
- 1968: Der große Schweiger (The Stalking Moon)
- 1969: Pookie (The Sterile Cuckoo)
- 1971: Klute
- 1979: Auf ein Neues (Starting Over)
- 1982: Sophies Entscheidung (Sophie’s Choice)
- 1993: Die Akte (The Pelican Brief)

### Als Drehbuchautor
- 1982: Sophies Entscheidung (Sophie’s Choice)
- 1987: Kellerkinder – Orphans (Orphans)
- 1989: Zweites Glück (See You in the Morning)
- 1990: Aus Mangel an Beweisen (Presumed Innocent)
- 1993: Die Akte (The Pelican Brief)